# Barb Wire Dolls
 (mai 2019).
Barb Wire Dolls est un groupe de grunge / punk rock issu de Grèce et basé aux États-Unis. 
Ils ont été soutenus par Lemmy au travers de son label personnel (filiale de Warner Music Group) par lequel leurs troisième et quatrième albums ont été produits.

## Histoire
Le groupe s'est formé en Crète (Grèce) en 2010 avec les membres IQueen et Pyn Doll alors qu'ils vivaient dans la commune d'artistes Ikarus à Avdou. Finalement le groupe est constitué par IQueen au chant, Pyn Doll à la guitare principale (qui est également skateur et surfeur professionnel du groupe), Xtine à la guitare rythmique, Iriel Blaque à la basse et Krash Doll à la batterie. Le premier EP du groupe, Punk the Fussies!, a été auto-produit en 2010. 
Après avoir joué plusieurs fois en Grèce, notamment dans plusieurs festivals, le groupe a attiré l'attention de l'animateur de la radio KROQ, Rodney Bingenheimer, puis s'est installé temporairement à Los Angeles, en Californie, en décembre 2010, où il a joué une première représentation à guichet fermé au Roxy Theatre sur le Sunset Strip. Le groupe a également effectué des résidences à The Whisky a Go Go (mars, juillet / août 2015, mai 2016, mars 2017), à The Viper Room, à The Rox et à la Doll Hut. En 2011, ils ont été repérés par Tom Zutaut avec lequel ils ont travaillé pendant 6 mois,,. Après avoir auto-publié l'album composé de 2 EP Fuck the Pussies en 2011, le groupe a publié pour la première fois l'album Slit, monté par Steve Albini, sur CD et sur vinyle 33 tours avec le distributeur Darla Records. L'enregistrement de l'album a été financé via Kickstarter. 
Le groupe a fait des tournées tout au long de 2012 et la première moitié de 2013 aux États-Unis, faisant plus de 300 spectacles et notamment les festivals Texas Showdown, Ink Life, Brincadeira et Rock4Unity. En mai 2013, le groupe entame sa première tournée européenne pour promouvoir Slit. Le groupe a publié Slit en 2013 sur Wolverine Records en Europe sous forme de vinyle en édition limité et de CD. Le groupe était à l'affiche de plusieurs festivals dans douze pays européens, dont le festival britannique BBA Taking Control, les festivals allemand Kreutziger Streetfest, Pirate Satellite, Weihnachtspogo et Sommerloch, le festival français Foud'Rock, les festivals slovaque Gala Hala et Happy Punk, le festival serbe To Be Punk, les festivals grecs Nakas et Ikarus, le festival tchèque Keltska Noc & Vine City. En 2015 et 2016, les Barb Wire Dolls ont été les vedettes de la célébration annuel de Joey Ramone à New York. 
De plus, le groupe a joué sur aux festivals de musique Wacken Open Air, Riot Fest, Vans Warped Tour, Rebellion, Mighty Sounds, Fest Pod Parou, Total Bochum et Back To Future. Barb Wire Dolls a joué dans plus de neuf cents concerts dans plus de vingt-cinq pays, notamment aux côtés de GBH, Sham 69, Discharge, Ataris, Cockney Rejects, Status Quo, 999, Murder Junkies, Candlebox, ou encore Mushroomhead. Ils ont également joué directement pour Jello Biafra, NOFX, Descendents, Steel Panther et Bouncing Souls. Les représentations de Barb Wire Dolls ont attiré des membres des Sex Pistols, Motorhead, Black Flag, Ramones, Guns N' Roses, L7, Dead Kennedys, Aerosmith, Turbonegro, Iggy et The Stooges, Bad Religion, Dead Boys, Blondie, Blondie UK Subs, Flogging Molly, Sonic Youth, Le Culte, Peur, Pertes, Télévision, Die Toten Hosen, TSOL, Bob Gruen, Kreator et Frances Bean Cobain. 
En 2015, après avoir vu le groupe en direct au Whiskey A Go-Go à Los Angeles, Lemmy Kilmister de Motörhead a offert au groupe un contrat pour leurs futurs albums et le groupe a signé avec son label Motörhead Music. En tant que membres de Motörhead Music, Barb Wire Dolls est représenté par Todd Singerman, directeur de longue date de Lemmy. Le nouvel album studio Desperate est sorti le 22 juillet 2016 et est entré au numéro 43 de iTunes New Rock Releases. Il figure dans le top 25 du palmarès radio américain CMJ. Enregistré dans les studios Sonic Ranch et NRG, Desperate a été produit et mixé par le producteur primé Jay Baumgardner. 
En 2016 et 2017, le groupe a poursuivi sa tournée en Europe et aux États-Unis, se produisant également tout l'été sur le Vans Warped Tour. En 2017, au lendemain de la fin du Vans Warped Tour, le groupe a publié son troisième album officiel Rub My Mind. Il a été accompagné de deux clip pour les chansons Back In The USSA et Fade Away. Le samedi 25 novembre 2017, le groupe a mis fin à sa tournée en Amérique du Nord après avoir joué dans une cinquantaine de villes.

## Style musical
Le groupe a été décrit comme étant « essentiellement un groupe punk fougueux et déchaîné ayant des allures de métal et de thrash des années 80 » .

## Discographie

### Albums
- Fuck the Pussies (2011), Barb Wire sex
- Slit (2012), Darla
- Desperate (2016), Motörhead Music
- Rub My Mind (2017), Motörhead Music

### EP
- Punk les Fussies! (2010)